# Gorrevod

Gorrevod este o comună în departamentul Ain din estul Franței.